# Give 'Em the Boot (1997)
Give 'Em the Boot è la prima raccolta della serie Give 'Em the Boot, pubblicata dalla Hellcat Records.

## Tracce
1. The Brothels – Rancid – 2:57
2. Watch This – The Slackers – 3:57
3. Can't Wait – Hepcat – 3:19
4. New Breed – The Pietasters – 2:41
5. Spirit of the Streets – The Business – 1:57
6. Los Hombres No Lloran – Voodoo Glow Skulls – 2:50
7. Barroom Heroes – Dropkick Murphys – 3:11
8. Does He Love You – Skinnerbox – 2:52
9. 17 @ 17 – The Upbeat – 3:03
10. Open Season – Stubborn All-Stars – 3:55
11. Beautiful Girl – The Gadjits – 2:52
12. Roots Radicals – Union 13 (Rancid) – 2:38
13. Jaks – U.S. Bombs – 2:46
14. Fifteenth and T – Swingin' Utters – 2:12
15. Latin Goes Ska – Skatalites – 6:14
16. Policeman – The Silencers – 3:31
17. Heart Like a Lion – Pressure Point – 2:14
18. Infested – Choking Victim – 2:45
19. No Time – F-Minus – 0:41
20. Playtime – Dave Hillyard and the Rocksteady Seven – 4:42